# Turner County, South Dakota
Turner County är ett administrativt område i delstaten South Dakota, USA, med 8 347 invånare. Den administrativa huvudorten (county seat) är Parker.

## Geografi
Enligt United States Census Bureau har countyt en total area på 1 599 km². 1 598 km² av den arean är land och 2 km² är vatten.

### Angränsande countyn
- Minnehaha County, South Dakota - nordost
- Lincoln County, South Dakota - öst
- Clay County, South Dakota - sydost
- Yankton County, South Dakota - sydväst
- Hutchinson County, South Dakota - väst
- McCook County, South Dakota - nordväst

### Orter
- Chancellor
- Hurley
- Monroe
- Parker (huvudort)